# Flanderizzazione

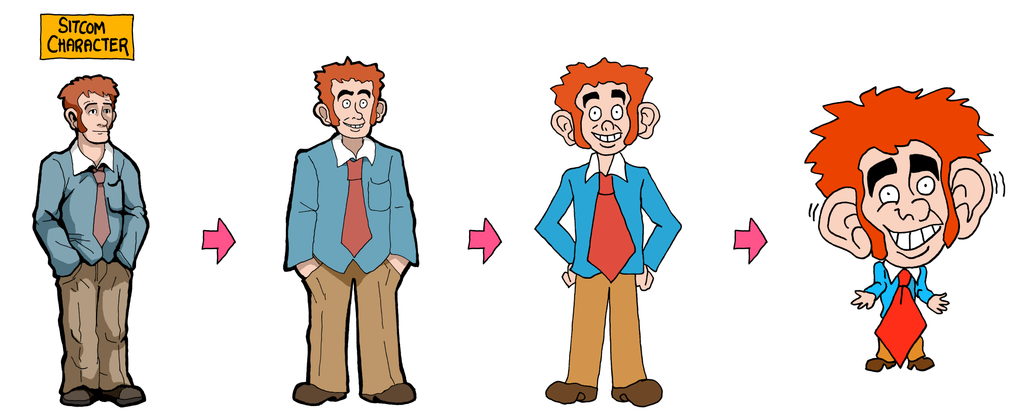
Una dimostrazione visiva della flanderizzazione; con il tempo, alcune caratteristiche del personaggio vengono stereotipate in modo progressivo, mentre i dettagli vengono persi, così che il personaggio diventa solo una caricatura del suo sé originario.

La flanderizzazione è il processo attraverso il quale i tratti essenziali di un personaggio di fantasia vengono progressivamente esagerati nel corso di un'opera seriale. Il termine è stato coniato dal sito TV Tropes in riferimento a Ned Flanders dei Simpson, personaggio secondario che nel corso della serie è stato trasformato da buon vicino di casa a fondamentalista ultracristiano, il più delle volte ignorato o mira goliardica della famiglia Simpson.
Questa è stata analizzata come un aspetto ricorrente delle serie televisive di lunga durata, specialmente commedie.

## Etimologia e definizione
(Professor Lawrence Pierce, 138° episodio de "I Simpson")
Nella flanderizzazione anche un singolo elemento dell'identità di un personaggio, spesso un fattore originariamente ritenuto di secondaria importanza o leggero, viene accentuato nel corso di un'opera fino a divenire la sua principale caratteristica di definizione. Il termine è stato coniato da TV Tropes, una wiki focalizzata sulla cultura di massa e sugli espedienti narrativi, in riferimento al personaggio di Ned Flanders. Lo stesso Flanders ha subito il processo nelle stagioni centrali della sitcom prima di ritornare ad un ritratto simile a quello originale. Nato come "forse l'unica persona genuinamente benintenzionata e di buon carattere a Springfield", Flanders era originariamente destinato ad essere un ideale vicino di casa che serviva come un contrasto per Homer Simpson di cui suscitava l'invidia: era detestato per il suo essere padre allegro e presente, oltre a magnanimo uomo di successo devotamente religioso e frequentante della chiesa, la quale fede doveva servire come contrasto alla mancanza di sofisticazione religiosa di Homer. Tuttavia, nel corso dello show, Flanders è stato eccessivamente semplificato in un fondamentalista religioso il cui cristianesimo era la caratteristica principale.
Sebbene la flanderizzazione sia principalmente discussa nel contesto dei personaggi di fantasia, è stata anche applicata a persone reali ed eventi storici. Per esempio, il ritratto beatnik dei membri della Beat Generation è stato talvolta descritto come un esempio reale di flanderizzazione.

## Esempi
(Amelia Tait, Vice)

### I Simpson
Ne "I Simpson", come si è già accennato serie che ha consentito la formazione del termine, è stato discusso se oltre a Ned Flanders possa adattarsi anche ad altri personaggi: Homer Simpson, da padre di famiglia amorevole e insicuro è diventato un personaggio pigro e irascibile; anche Lisa Simpson è stata discussa come un classico esempio del fenomeno, e definita persino come più stereotipata dello stesso Flanders. Quest'ultimo caso specifico è stato discusso come un sintomo del declino generale de I Simpson, una volta una delle sitcom più popolari della storia della televisione e un tempo nota per quanto fossero dinamici i suoi personaggi. Delle 30 stagioni, soltanto le prime 8 sono state riconosciute meritevoli dalla critica che al tempo stesso riconosce la puntata "Il direttore e il povero"- la seconda della nona stagione- come quella in cui è cominciata la sfiducia da parte del pubblico.

### Nei media

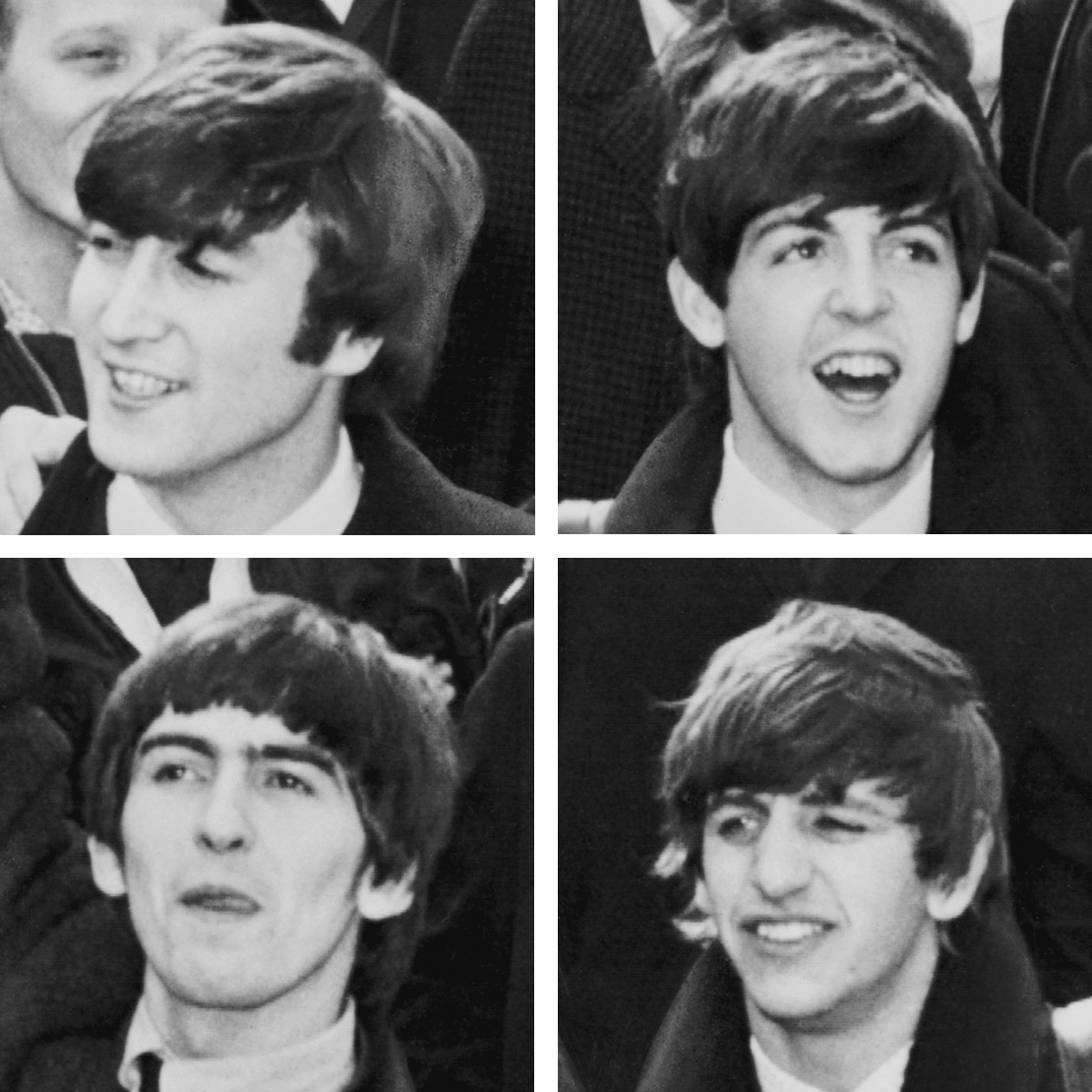
Volti dei Beatles al loro arrivo a New York nel 1964

Anche altre opere sono state criticate per flanderizzazione: diversi personaggi della versione americana di The Office, come Dwight Schrute e Kevin Malone sono stati indicati con questo termine, accusati di essere rispettivamente tirannico e vile. Anche I Griffin è stato evidenziato come un esempio importante, in particolare con i personaggi di Brian e Peter Griffin. Altri show televisivi molto criticati includono SpongeBob, Silicon Valley, e Dragon Ball Super, in cui si è fatta notare la predominanza dei combattimenti rispetto alla trama. Anche se il riferimento principale per la flanderizzazione è la televisione, anche in altri ambiti possono esistere personaggi che mostrano gli effetti della flanderizzazione. Molti personaggi cinematografici sono stati descritti come flanderizzati in un sequel o franchise rispetto alla loro rappresentazione originale: nel cinema è particolarmente prevalente nei film horror, soprattutto in quelli slasher. Oppure il personaggio di James Bond: se nei romanzi questi aveva una grande passione per gli oggetti di lusso ed una discreta cultura generale, dal terzo film della serie, Agente 007 - Missione Goldfinger, si configurava come un gentiluomo britannico essenzialmente tuttologo. Destino simile subì Yoda in Guerre stellari che nei prequel mostrava complesse difficoltà di dizione, quando invece nella trilogia originale semplicemente scambiava verbi o sostantivi.
Fra i motivi principali che infastidivano i Beatles era che l'immagine di "Favolosi quattro" stessa li riduceva ad uno stereotipo di didascalie veloci che persisteva: Lennon era riconosciuto dal pubblico come scherzoso e divertente, McCartney bello e ammirevole, Harrison un leader silenzioso e Starr il meno talentuoso e goffo.
La flanderizzazione è frequente anche nel contesto dei giochi da tavolo, dove personaggi complessi sono spesso scelti per lunghi periodi di tempo da dilettanti; la pratica di costruire personaggi di ruolo intorno a singole stranezze o eccentricità è stata menzionata come una causa frequente di flanderizzazione. Così come i personaggi dei giocatori, i personaggi non giocanti nei giochi di ruolo sono frequentemente flanderizzati, a causa della necessità per un singolo game master di interpretare più personaggi. Un altro esempio di flanderizzazione del mondo reale è la tendenza dei musicisti, specialmente quelli associati ai social media come TikTok e SoundCloud, a semplificare le loro personalità musicali dopo aver trovato un certo successo commerciale. Tra i principali, Lil Pump, Lil Yachty, e Flo Milli.

### Nella letteratura

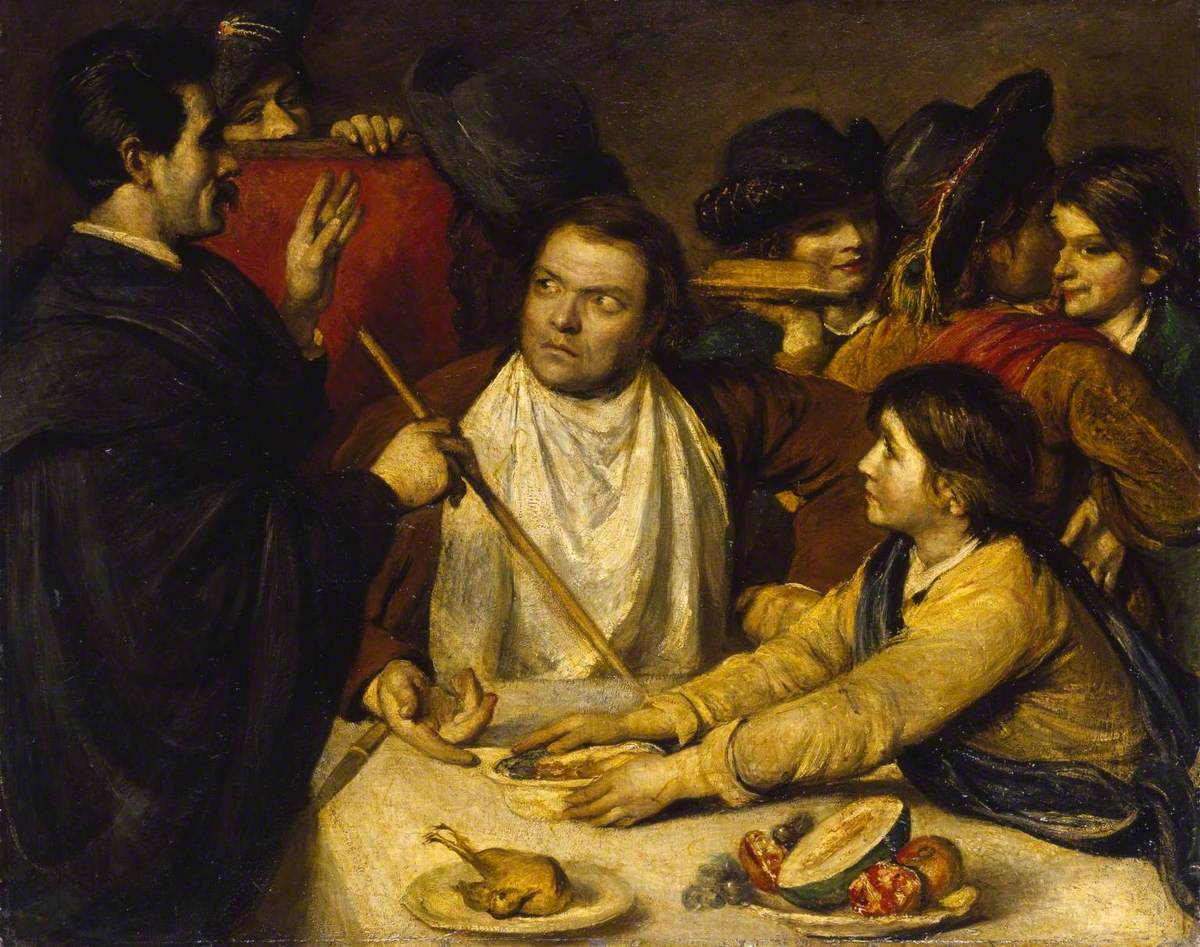
Sancio Panza visitato dal suo medico di Stato, 1868, National Gallery (Londra)

Altro esempio è Sancio Panza, scudiero di don Chisciotte della Mancia, che nella seconda parte del romanzo cita molte volte degli aforismi il più delle volte insensati, mentre nella prima parte ciò era accaduto soltanto una volta: 
L'autore del Diario di una schiappa Jeff Kinney ha reso Greg meno egoista e con più paure irrazionali, rendendo la trama per la maggior parte costituita da piani mal riusciti.

## Interpretazione

Ned Flanders de I Simpson nel corso della ventitreesima stagione.

La flanderizzazione è stata descritta come sintomatica di un declino nella qualità della scrittura: diretta conseguenza della staticità, rappresenta il più delle volte un pubblico stanco nonché storie ripetitive e poco brillanti con frequente presenza di gag comiche slegate tra loro, così che le situazioni e le complicazioni al centro delle trame dei singoli episodi diventano sempre più improbabili e pretestuosi; secondo alcuni, ciò si deve anche all'abbandono degli autori originari (nei Simpson, gran parte dello staff abbandonò nel corso della sesta stagione). Per tali motivi, la flanderizzazione è servita come argomento contro la realizzazione di sequel per un'opera e descritta anche come "una lezione per altri spettacoli brevi" i cui personaggi non sono ancora appiattiti. Alcune opere, come nel caso di Rick and Morty, hanno consapevolmente cercato di non divagare nella trama. Il caso specifico di Ned Flanders attira un'attenzione particolare. Esiste un già citato dibattito sul fatto che Flanders sia un personaggio costantemente flanderizzato o che sia poi tornato ad una rappresentazione più complessa e dinamica. Anche l'appropriatezza è stata contestata, in quanto molti personaggi dei Simpson hanno subito il processo di caricaturizzazione, e Flanders stesso potrebbe non essere il caso più estremo. La rappresentazione mutevole di Flanders è stata anche controversa come rappresentante di un cambiamento nelle rappresentazioni mediatiche dei credenti. Sia come rappresentante primario del cristianesimo nei Simpson, sia come uno dei più significativi personaggi di fantasia cristiani nel mondo reale, la semplificazione di Ned Flanders come personaggio è stata oggetto di critiche, studi e reinterpretazioni. Un caso è, ad esempio, lo studio condotto dall'Università d'Islanda per cui Flanders sarebbe l'archetipo del superio freudiano.